# رامین عباسی‌زاده
رامین عباسی‌زاده (زاده 30 آبان 1347) تهیه‌کننده، کارگردان و مجری طرح سینما و تلویزیون ایران است. وی از سال 1374 با تهیه‌کنندگی در تلویزیون آغاز به کار کرده و در زمینه‌های مختلف از جمله وحشت، درام، تاریخی و ماورایی فعالیت داشته است. وی به دلیل فعالیت‌های هنری خود در زمینه تولید و تهیه آثار سینمایی و تلویزیونی، موفق به دریافت جوایز متعددی شده است.

## فیلم‌شناسی

### کارگردان
- احضار (۱۳۹۷) - ژانر وحشت
- رحیل (۱۴۰۱) - ژانر تاریخی

### تهیه‌کننده
- احضار (۱۳۹۷)
- سقوط یک فرشته (۱۳۹۰) - ژانر درام و مذهبی
- شمس‌العماره (۱۳۸۸)
- پریدخت (۱۳۸۶)
- او یک فرشته بود (۱۳۸۴) - ژانر ماورایی
- همراز (۱۳۸۱)
- پلیس جوان (۱۳۸۰)
- کت جادویی (۱۳۷۷) - ژانر فانتزی
- راه شیری (۱۳۹۳) - مجموعه تلویزیونی شامل ۴ اپیزود و ۲۴ قسمت
- آفتاب هدایت (۱۳۷۴)
  1.     1. همکاری با مؤسسه فرهنگی هنری موست فیلم

رامین عباسی‌زاده در نقش تهیه‌کننده با مؤسسه فرهنگی هنری "موس فیلم" نیز همکاری داشته و در تولید سه نسخه سینمایی با این مؤسسه نقش داشته است
- پریدخت (۱۳۸۶)
- همراز (۱۳۸۱)
- پلیس جوان (۱۳۸۰)

## افتخارات و جوایز
رامین عباسی‌زاده در طول دوران حرفه‌ای خود جوایز متعددی دریافت کرده است، از جمله:
- **جایزه بهترین تهیه‌کننده** از جشنواره تلویزیونی برای سریال «او یک فرشته بود».
- **دریافت دکترای افتخاری تهیه‌کنندگی** از دانشگاه آلمان به دلیل فعالیت‌ها و دستاوردهای برجسته در صنعت سینما و تلویزیون.

## علایق و گرایش‌ها
رامین عباسی‌زاده به خاطر علاقه‌اش به ژانر وحشت و ساخت آثار ماورایی، به‌ویژه سریال‌هایی همچون «او یک فرشته بود» و «احضار»، شناخته می‌شود. وی همچنین در برخی آثار خود مانند «شمس‌العماره» و «پریدخت»، به موضوعات اجتماعی و خانوادگی و تاریخی پرداخته است.

## همکاری با بازیگران
رامین عباسی‌زاده در طول فعالیت حرفه‌ای خود با بازیگران بسیاری همکاری داشته است، از جمله:
- **پرویز پرستویی**
- **فرامرز قریبیان**
- **رضا کیانیان**
- **لیلا حاتمی**
- **علی مصفا**
- **اندیشه فولادوند**
- **مهران مدیری**
- **فرهاد اصلانی**
- و بسیاری دیگر.

## معرفی بازیگران
عباسی‌زاده همچنین در طول فعالیت خود، بازیگران زیادی را به عرصه بازیگری معرفی کرده است. از جمله:
- **بهاره افشاری**: با بازی در سریال «او یک فرشته بود» به شهرت رسید.
- **شهاب حسینی**: با نقش‌آفرینی در سریال «پلیس جوان» وارد دنیای بازیگری تلویزیون ایران شد.
- **هدی زین‌العابدین**: توسط رامین عباسی‌زاده در سریال «سقوط یک فرشته» معرفی شد و به یکی از بازیگران مطرح تبدیل گردید.